# Sjöbod

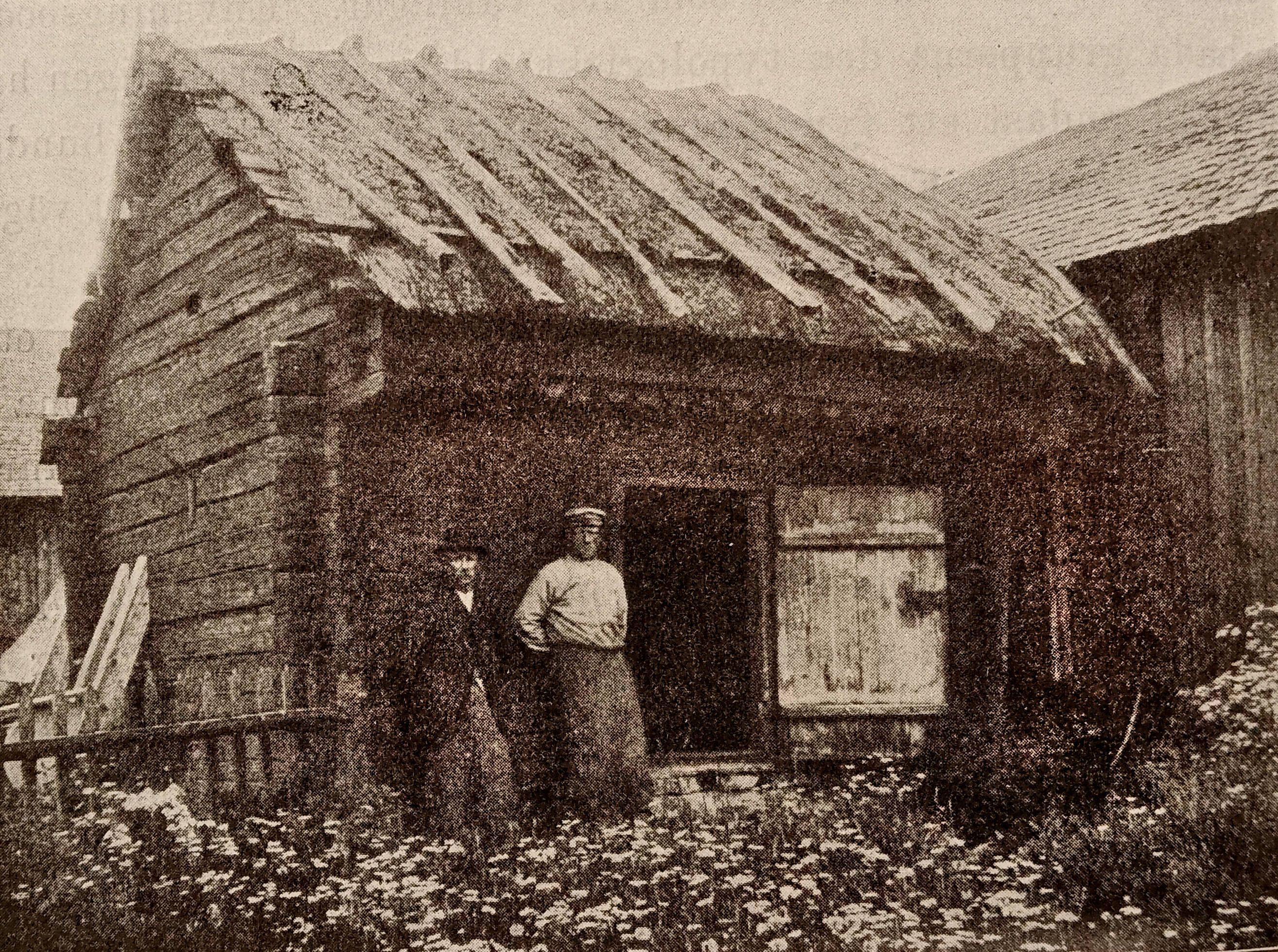
En vanlig bod som jämförs med sjöbodar med arbetsnamnet A-typ. Sjöbodar i bl. a. Uppland är sprungna ur denna typ eller så är de helt likartade byggnader som flyttats till kusten och fått nya ändamål.

Sjöbod är en mindre byggnad vid vattnet där man kan förvara båtar, fångst och fiskeredskap. Sjöboden kan även användas som arbetslokal. Den ska inte förväxlas med det skjul för (sjösatta) båtar som kallas båthus.

## Småland och Norden
I Småland är fiskets timrade bodar aldrig längre än timmerstocken. Skiftesverksteknik förekom men trots att såna byggnader kan göras hur långa som helst var inte heller de längre än en stock. Under 1900-talet blev regelstommar vanliga vid nybyggnation av bodar och i och med det panelades också deras fasader. Rödfärgning av dessa förekom men många fortsatte att lämnas omålade. Det förekom även att äldre timmerbodar målades. Det har hänt att hörnbrädor, vindskivor och dörrar strukits med rödfärg eller tjära. Dagens utbredda kombinationen av röda ytterväggar och vita snickerier hör i stort 1900-talet till. De fiskets ekonomibyggnader som målades med kulörta eller vita färger hörde som regel till de kustnära herrgårdsfastigheterna eller de tidiga 1900-talets sommarvillor.
I en omfattande småländsk sjöbodsstudie från 1934 tas sidorna på nätförvaringskistor upp som den enda byggnadsdetalj i fiskesammanhang som på något sätt ytbehandlas. Fd sjömanskistor som används istället för sjöbodar. Man skriver också att ”hela det nordiska sjöbodsmaterialet torde kunna inrangeras” i det placeringsmönster som finns i Stranda härad, dvs i bodar en bit uppe på land och de nere vid vattenlinjen. På denna härads kuststräcka fanns 1934 två fiskelägen kvar som beboddes av yrkesfiskare. Sjöbodsbebyggelsemiljöerna hade på några årtionden då precis gått från enbart timmerbodar till skjul och utbyggda skjul av brädor. Större fiskeredskap, större båtar och annan kringutrustning krävde till slut helt andra hamnar, bryggor, stora förvarings- och arbetsutrymmen att flertalet fiskelägen efterhand under den här tiden upphörde.
De idag bortbyggda timmersjöbodorna föregicks av medeltida bodar och senare av sillfiskebodar, vilka i första hand antas ha varit sovbodar och inte redskapsbodar.

## Uppland upp till mittersta Sverige
Enligt Nordiska museets undersökningar i fält utmed upplandskusten finns det inga väsentliga skillnader mellan sjöbodar och traditionella bodar såsom mat- och sädesbodar. De bedömer också att det ofta är just såna bodar som helt enkelt flyttats till vattnet och fått nya ändamål. Byggnaden har i studien arbetsnamnet A-typ. På samma sätt verkar det också förhålla sig utmed hela södra norrlandskusten. Efterhand när volymen av ändamålen ökat byggs en del ut till en B-typ med ett skjuldel för väderskydd av båt genom att en ytterlångvägg läggs till. 

## Bohuslän
Det finns betydande skillnader vad gäller Bohusläns fd fiskelägens lokaliseringar och bebyggelsetyper från de första bebodda kustagglomerationerna från 1500-talet till slutet av 1800-talet. Den äldsta typen av bebodda skärgårdsbebyggelser verkar vara det enskilt liggande strandstället där det bl. a. finns en sjöbod nere vid stranden. Runt såna ensamgårdar har det senare ibland bildats småbyar om betet för djur räckt till. På 1600-talet benämns  flera av dessa permanent bebodda säsongsfiskarläger för strandsittarsamhällen. Från norra Sotenäs till Tjörns sydspets karakteriseras dessa ursprungliga fiskelägen av typiska sjöbodsrader, medan de modernare snurrevads- och trålfiskande fiskesamhällena mot slutet av 1800-talet i stort sett helt saknar långa rader av sjöbodar och även bryggor nere vid strandkanterna. Även i skogsfattiga områden som till exempel i södra skärgården hade man timrade bodar, de beställdes från bl. a. Västergötland.

## Fritidshus, stugor, skjulboar, bodskjul, sjöboskjul, båtboar eller sjöboar?
Inom fiskeskrået i Småland fanns det många olika ord för bland annat arbetslokalerna. Så fort ett rum var t.ex. avdelat för boende i boden så var det inte en bod längre utan en stuga. Omfattande försök till lagstiftning har under andra halvan av 1900-talet införts för att försöka skydda kulturhistoriskt värdefulla fd sjöbods- och fiskelägesmiljöer men det har inte gått så bra. Det är inte okomplicerat att inventera och avgöra vilka av dagens bodar som är fritidshus trots den numera mycket låga förekomsten av yrkes- eller binäringsfiskeverksamhet i grunda hamnar. T.ex. i sju fiskelägen i Västernorrland var 1983 över 30 %, 45 av 144, tydliga fritidshus. 

## Bilder

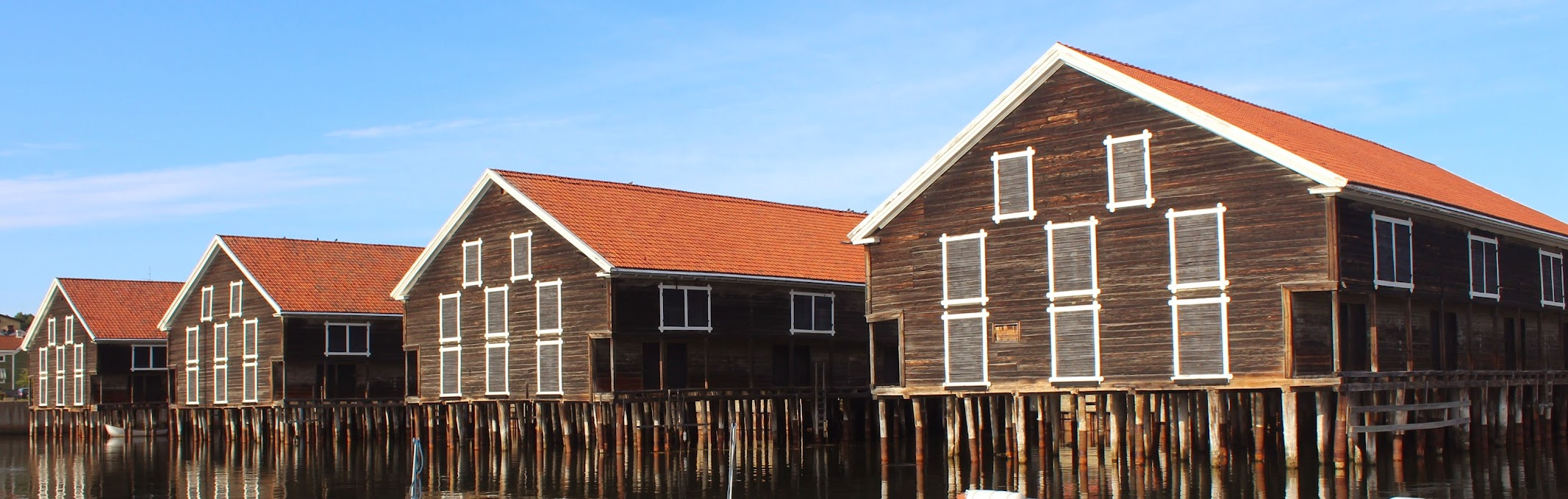
Sjöbodar i Hudiksvall

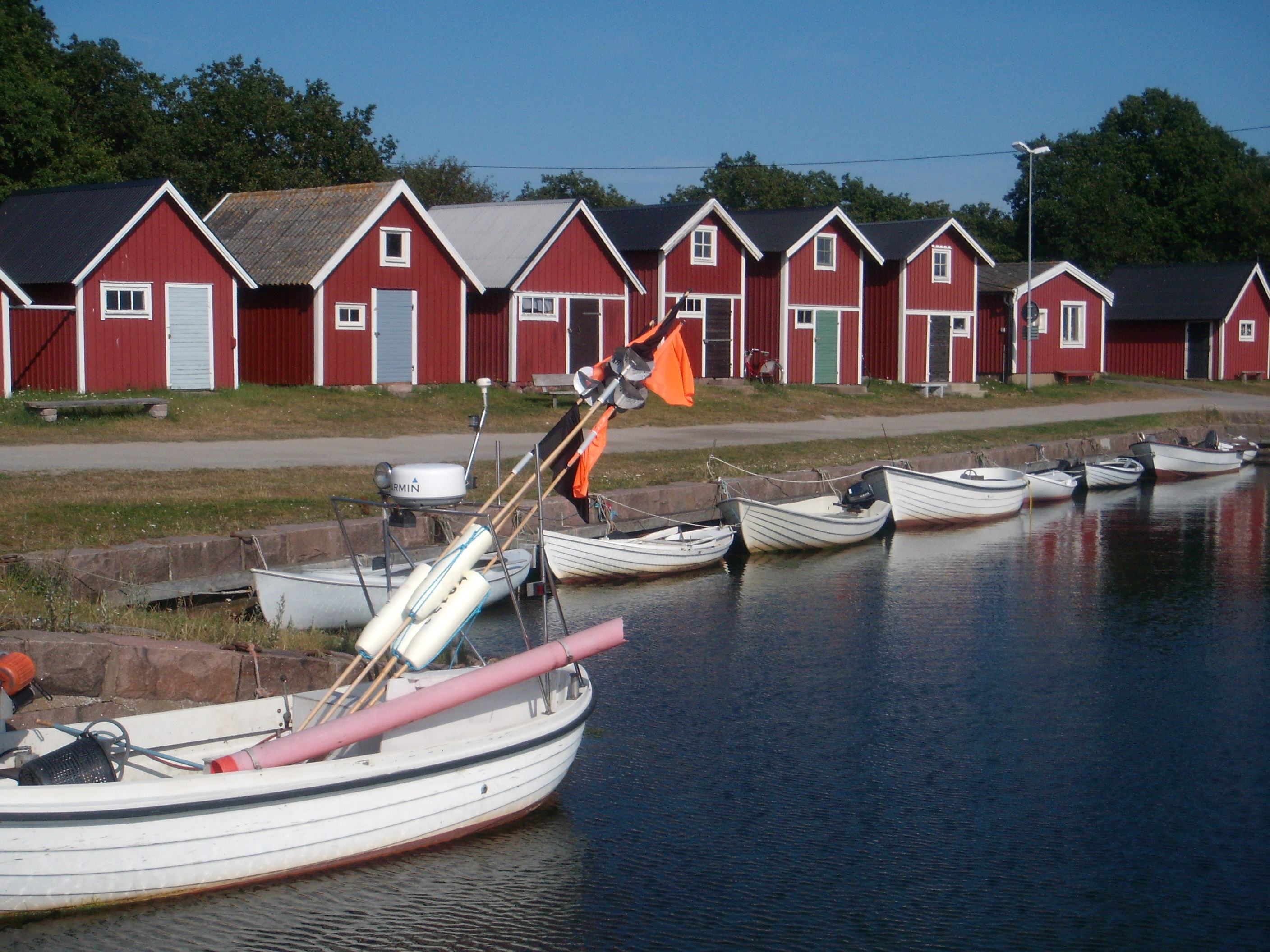
Modernt målade sjöbodar, Torhamn, Blekinge.
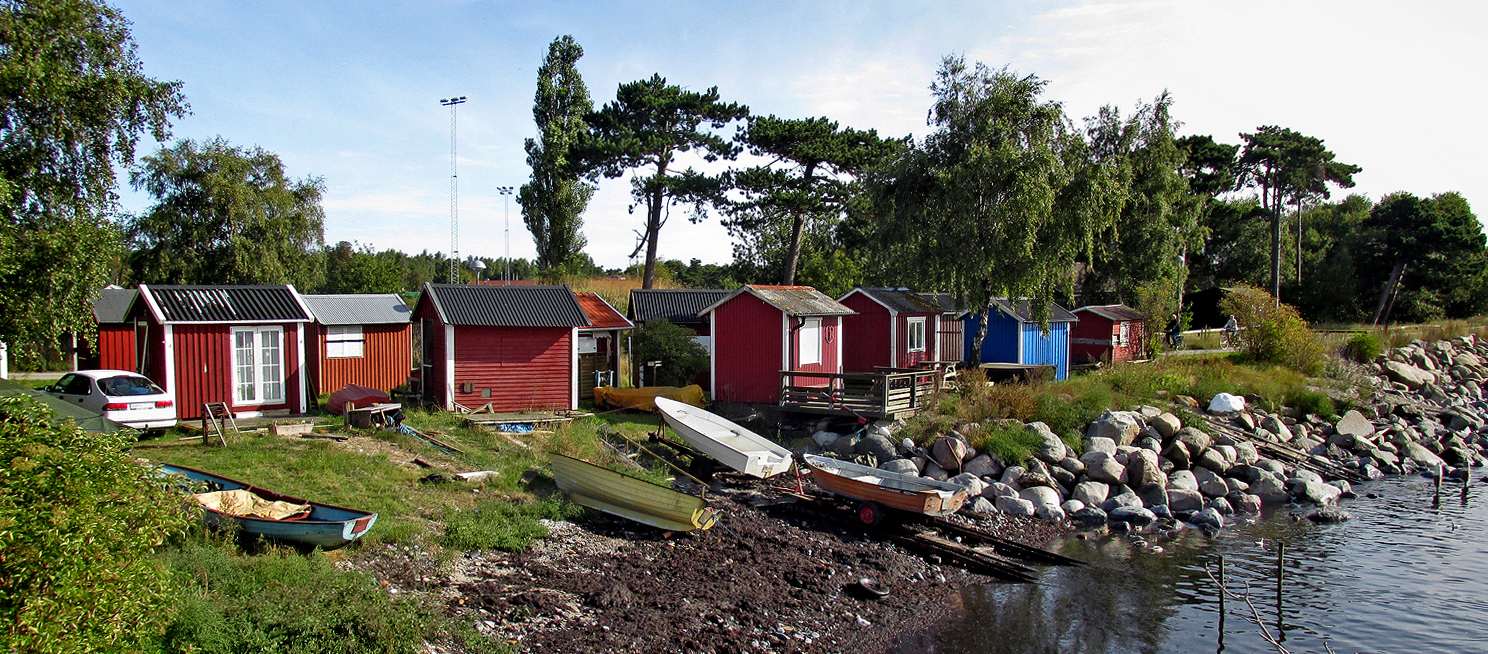
Sjöbodar i Ystad. På skånska kallas dessa för fiskehoddor, luda eller bara hoddor.

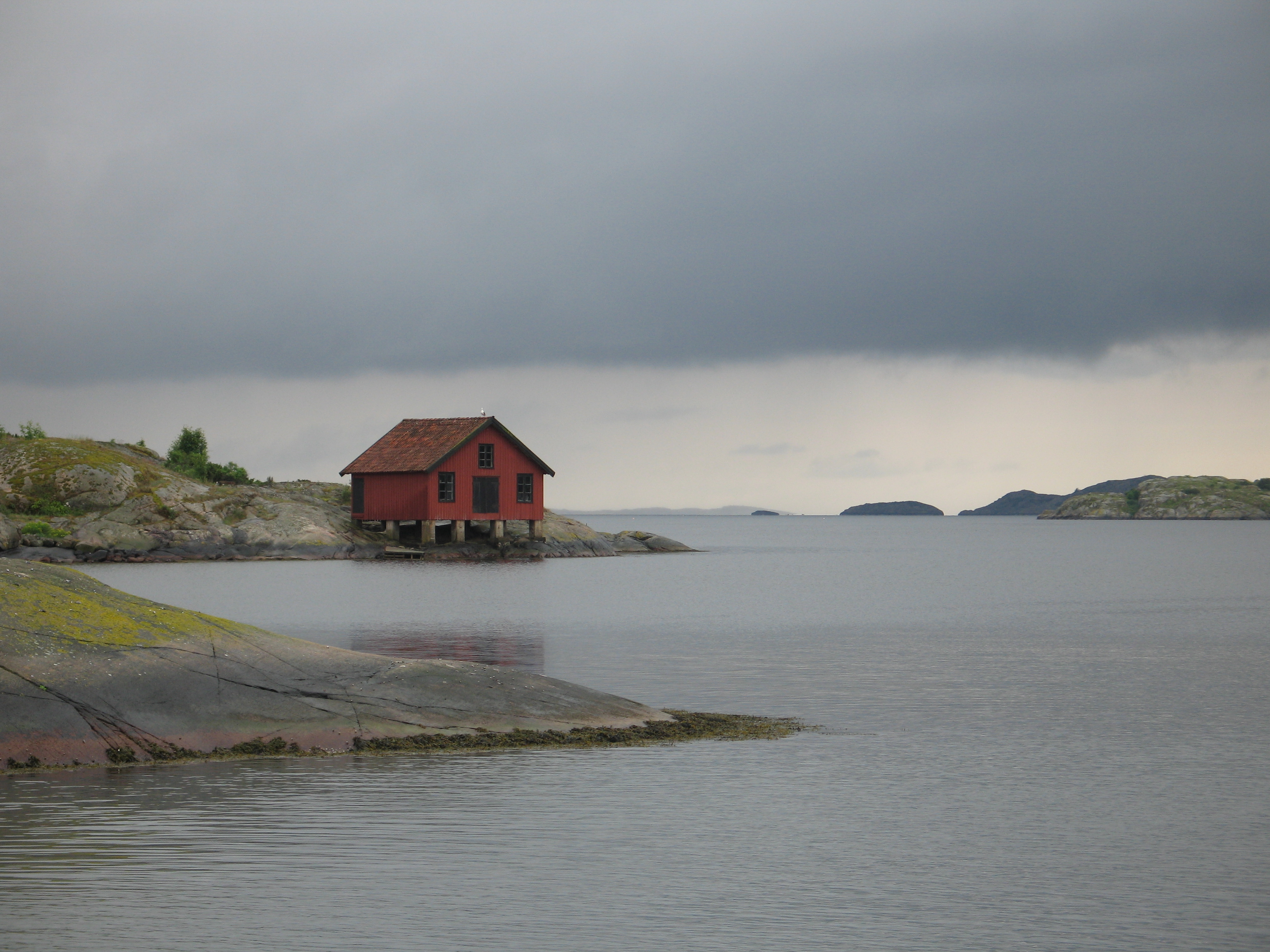
Sjöbod i Bohuslän i Sverige.
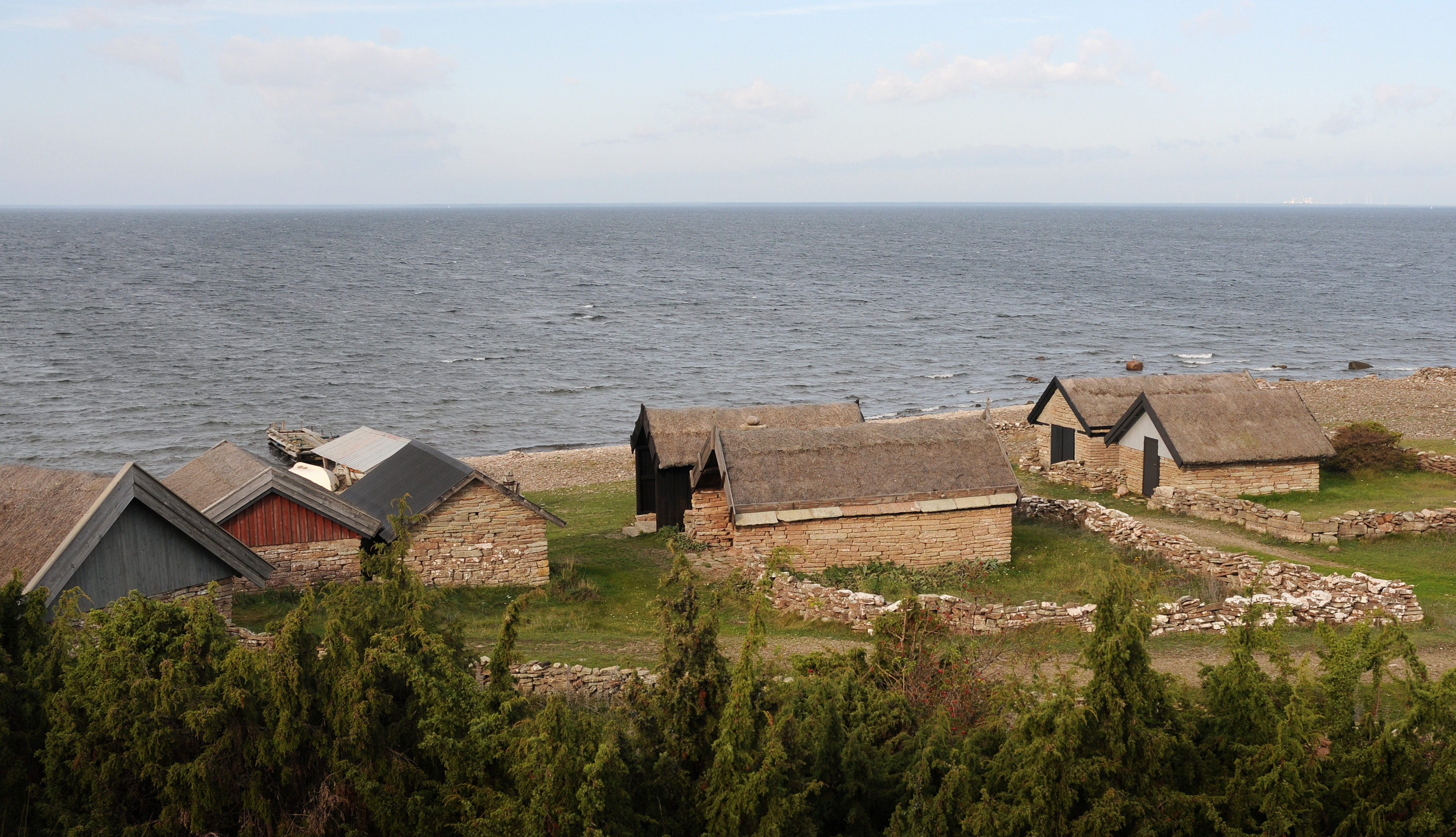
Sjöbodar i Bruddesta fiskeläge med byggnadsmaterialens egna färger bortsett från ett par målade ytor.
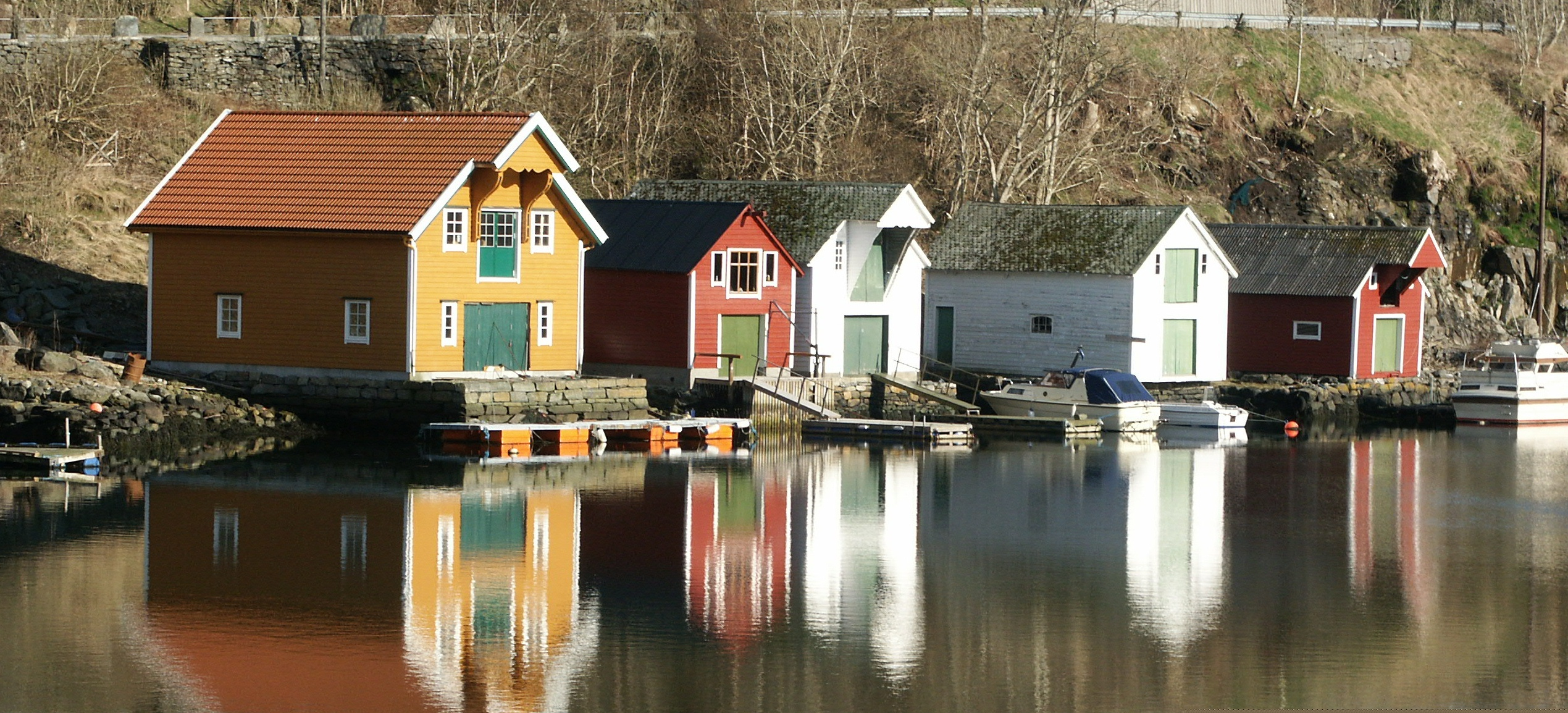
Sjöbodar på Bildøy i Norge.